# Alliancebernstein
Alliancebernstein LP, av företaget skrivet AllianceBernstein LP, är ett amerikanskt multinationellt investmentbolag som förvaltar ett kapital, per 31 december 2017, på $554 miljarder. De ägs till 65% av den franska försäkringsbolaget Axa S.A., 12% av Alliancebernstein:s egna holdingbolag Alliancebernstein Holding L.P. och 23% av övriga aktieägare.
Bolaget bildades 2000 när Alliance Capital Management köpte Sanford C. Bernstein, Inc. för $3,5 miljarder. Den 1 maj 2017 meddelade företaget att man hade utsett den förre Världsbankschefen Robert Zoellick till ny styrelseordförande.